# Museo Champollion
El museo Champollion de Vif, también llamado casa Champollion, es un museo de historia del departamento de Isère ubicado en la casa familiar de Jacques-Joseph Champollion, hermano del egiptólogo Jean-François Champollion y dedicado en memoria de estos dos personajes.
Jean-François Champollion fue estudiante en el liceo de Grenoble y luego profesor en la universidad de Grenoble hasta 1821. Su hermano Jacques-Joseph era director de la biblioteca de Grenoble.
Situado a 20 km de Grenoble, se inauguró temporalmente en 2004 para un congreso de egiptología en Grenoble. El museo está cerrado y luego completamente restaurado en 2021.

## Galería de imágenes

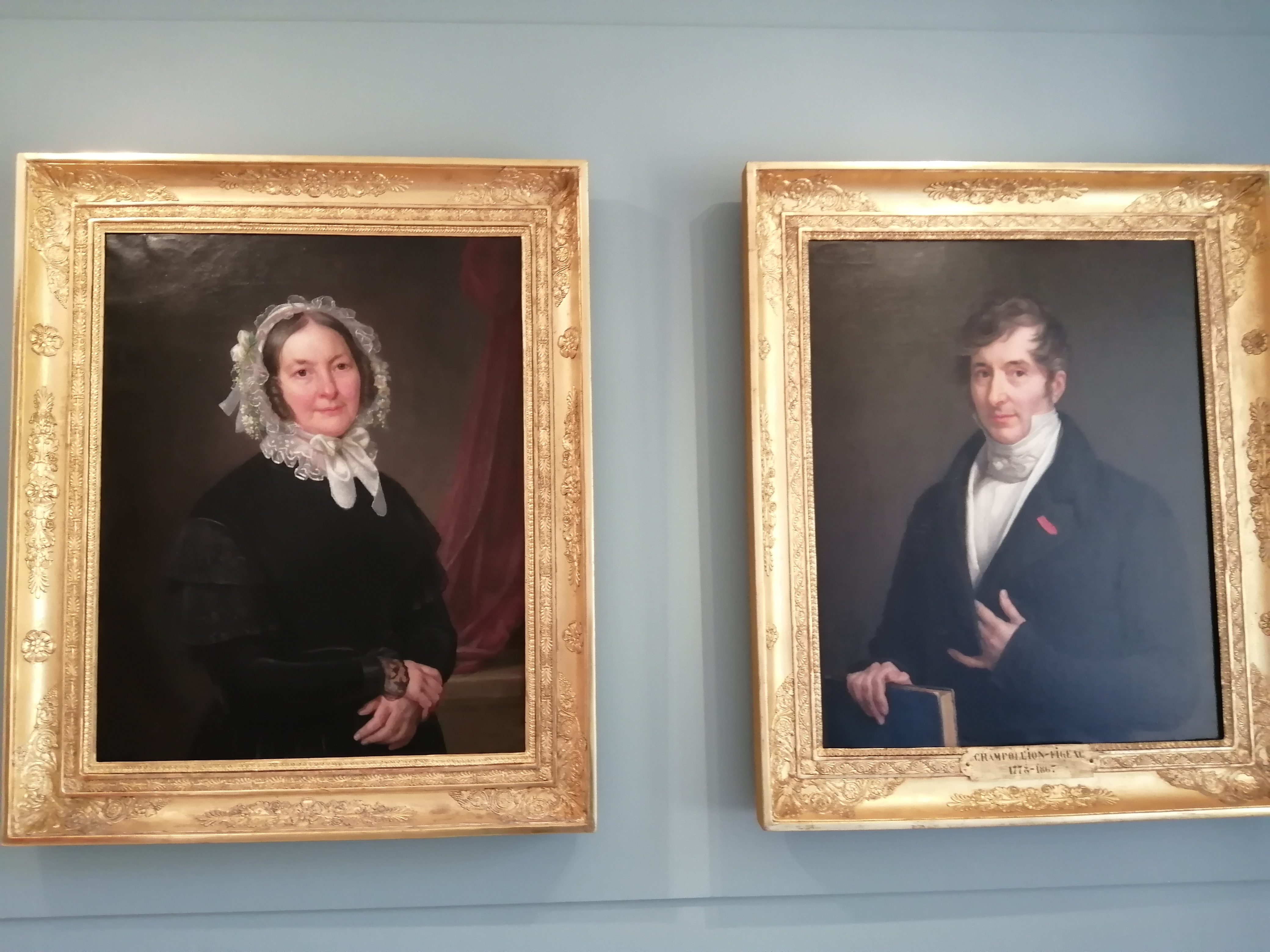
Zoé y su marido Jacques-Joseph Champollion.
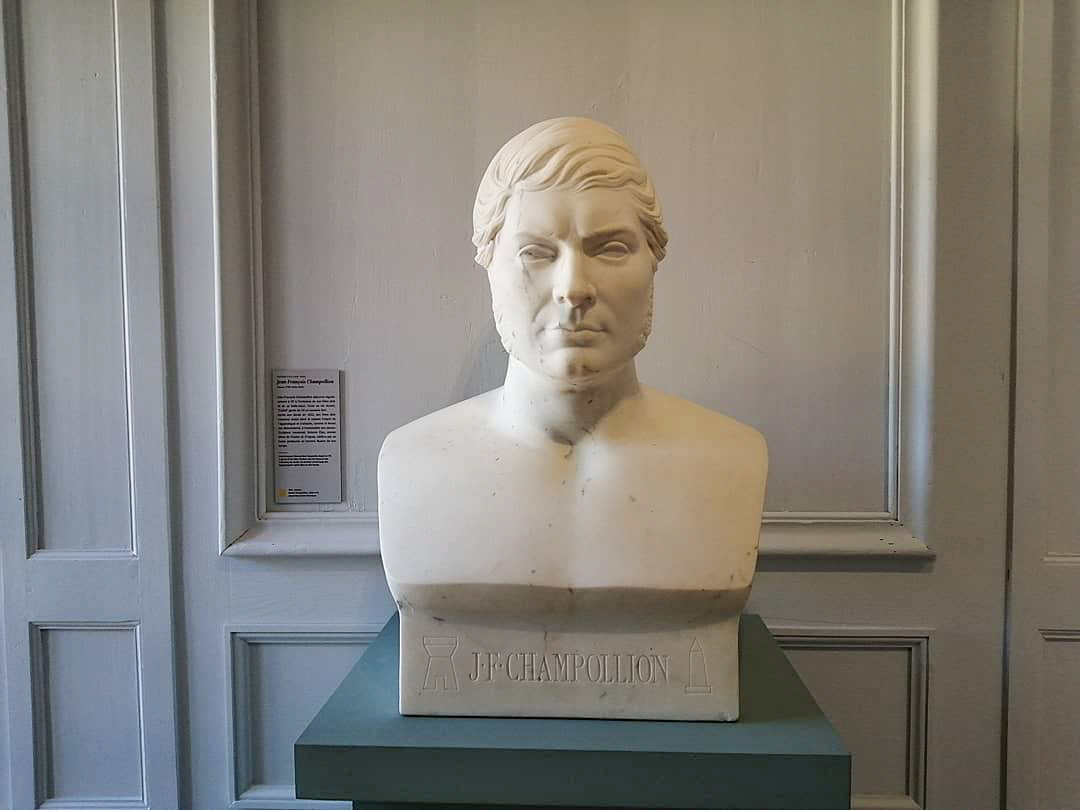
Busto de Jean-François Champollion.
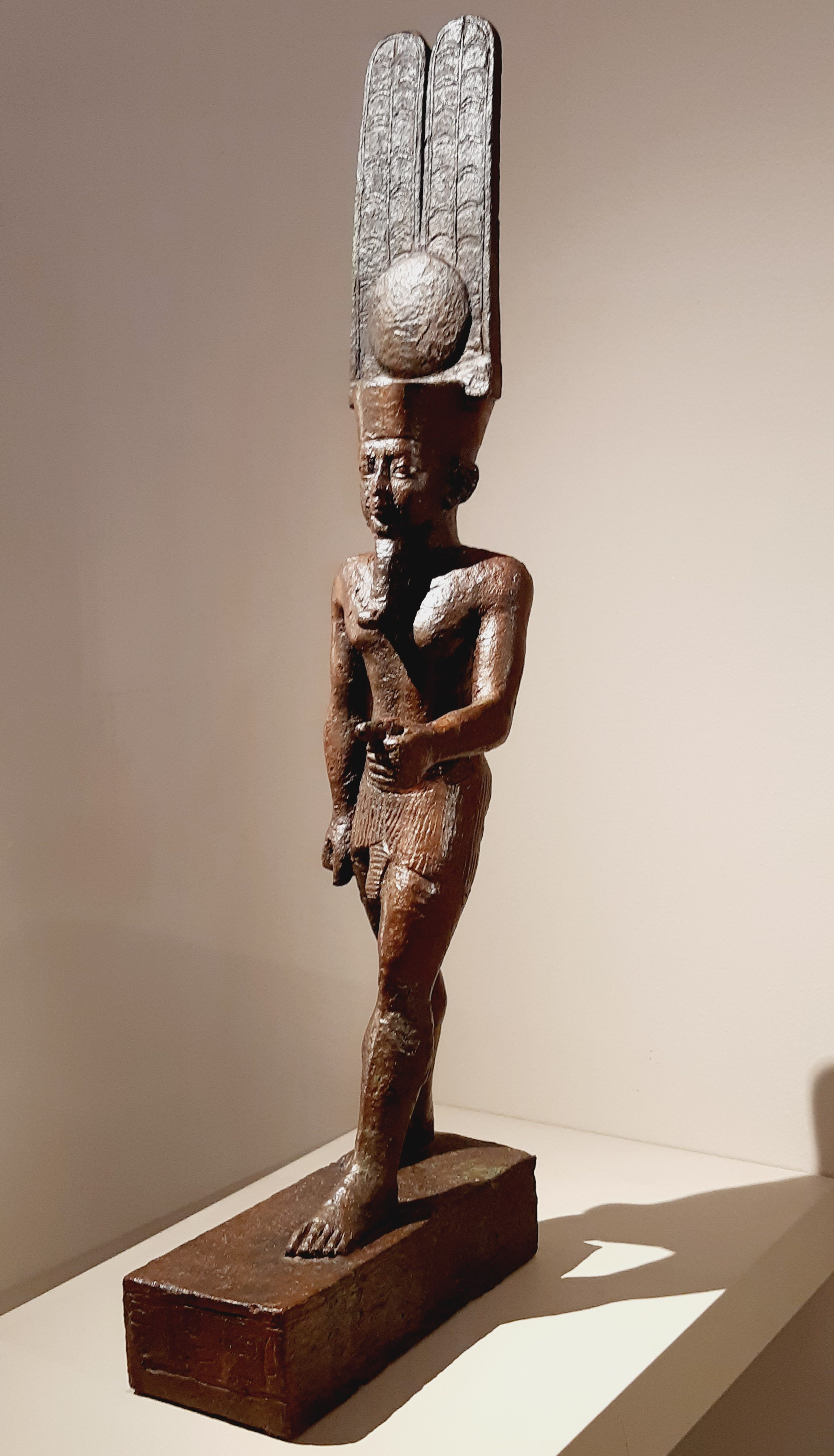
Estatuilla de un dios egipcio.
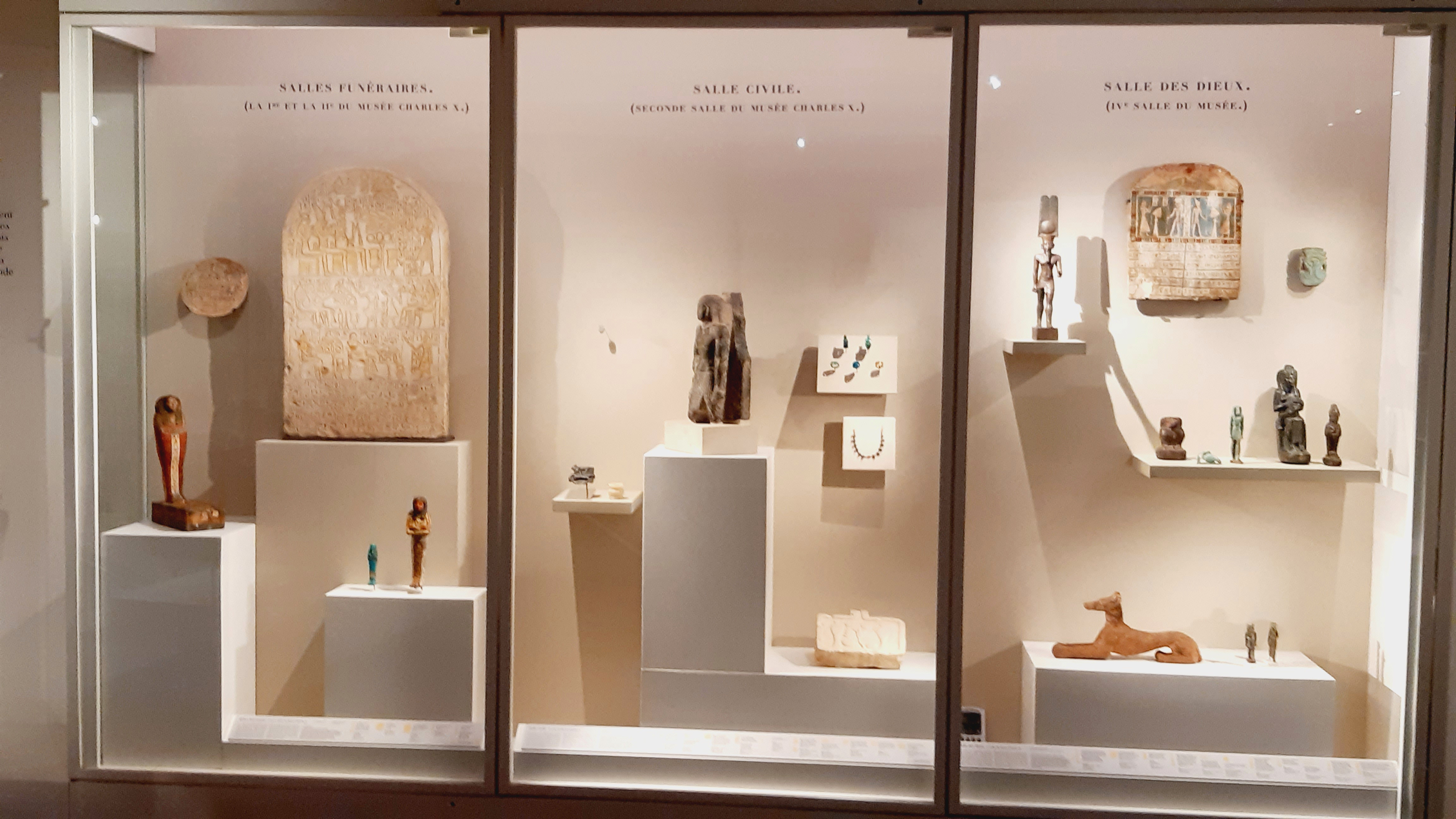
Muestras de objetos egipcios del primer museo egipcio del Louvre (Museo Charles X en 1827).